# 普勒蒂巴·帕尔克尔
普勒蒂巴·帕尔克尔（羅馬化：Pratibhā pārakara，1972年7月17日—），印度外交官，曾任印度駐安哥拉大使、印度駐法蘭克福總領事。

## 經歷
普勒蒂巴·帕尔克尔生于1972年7月17日，出身孟買。她畢業於孟買大學，擁有歷史學碩士學位。
2000年帕尔克尔加入印度外事服务部，開始了她的外交生涯。她於2002年至2006年在印度駐俄罗斯大使館工作，並在莫斯科完成了語言培訓，擔任了兩年新聞和文化二等秘書。2006年至2008年，她在新德里的印度外交部总部擔任緬甸事務的副处长。隨後，她於2008年至2011年在印度駐印度尼西亞大使館擔任一等秘書，並於2011年至2014年在印度常駐聯合國代表團擔任政治參贊。之後，她於2014年至2017年擔任印度外交部孟加拉國和緬甸事務的副司长。2017年8月3日至2020年7月27日，任印度駐法蘭克福总领事。在法蘭克福任職期間，幫助安排了近千名因2019冠状病毒病疫情滯留德國的印度人回國。
2020年5月27日，被任命爲下一任印度駐安哥拉大使。2020年7月28日至2023年8月15日，任印度駐安哥拉大使。

## 個人生活
丈夫C·苏根德·拉贾拉姆同爲外交官，兩人育有一女。

## 外部鏈接
- Global Maharashtra : प्रतिभा पारकर यांची विशेष मुलाखत | Hon'ble Pratibha Parkar | Garje Marathi （页面存档备份，存于）